# سلابتشیتسه
سلابتشیتسه (به چکی: Slabčice) یک منطقهٔ مسکونی در جمهوری چک است که در ناحیه پیسک واقع شده‌است. سلابتشیتسه ۱۷٫۴۸ کیلومتر مربع مساحت و ۳۰۹ نفر جمعیت دارد و ۴۳۹ متر بالاتر از سطح دریا واقع شده‌است.